# Tanums kvindestipend
Tanums kvinnestipend er et norsk litteraturstipendie, der hvert år uddeles til en kvindelig norsksproget forfatter i begyndelsen af sin litterære karriere. Modtagerne udnævnes af Den Norske Forfatterforening, og stipendet blev oprettet i af foreningens 100-årsjubilæum i 1993. Stipendet er på 50 000 norske kroner og gives af Tanum bokhandel. En lang række af Norges førende kvindelige forfattere har modtaget stipendiet.

## Modtagere
- 1994 – Aud Korbøl
- 1995 – Tone Hødnebø
- 1996 – Beate Grimsrud
- 1997 – Merethe Lindstrøm
- 1998 – Hanne Ørstavik
- 1999 – Anne Oterholm
- 2000 – Anne Bjørkedal
- 2001 – Torunn Borge
- 2002 – Inghill Johansen
- 2003 – Annette Mattsson
- 2004 – Cathrine Grøndahl
- 2005 – Marita Fossum
- 2006 – Adelheid E. Gulbrandsen
- 2007 – Gunnhild Øyehaug
- 2008 – Silje Vethal
- 2009 – Ingvild Burkey
- 2010 – Gøhril Gabrielsen
- 2011 – Ingrid Storholmen
- 2012 – Kristin Berget
- 2013 – Kristin Auestad Danielsen
- 2014 – Bergljot K. Nordal
- 2015 – Kjersti Kollbotn
- 2016 – Hanna Dahl
- 2017 – Anne Helene Guddal